# Олердейл
Олердейл (англ. Allerdale) — район (англ. non-metropolitan district) в неметрополитенском графстве Камбрия, административный центр — город Уоркингтон.
Район расположен в западной части графства Камбрия, включая в себя значительную часть национального парка Лейк-Дистрикт, а также часть побережья Ирландского моря.